# Oscar Lagerstrom
Oscar Edmond Lagerstrom (* 19. November 1890 in Delhi, Minnesota; † 30. Juli 1974 in Los Angeles, Kalifornien) war ein US-amerikanischer Film- und Tontechniker.

## Biografie
Lagerstrom begann als Tontechniker im Studio Sounds Department der United Artists, war erstmals 1929 bei New York Nights an der Erstellung eines Films beteiligt und arbeitete im Laufe seiner Karriere bei knapp 30 Filmen mit.
Bei der Oscarverleihung im November 1930 war er erstmals für den Oscar für den besten Ton in Raffles (1930) nominiert. Eine zweite Oscarnominierung in der Kategorie Bester Ton folgte 1937 für Zeit der Liebe, Zeit des Abschieds (1936).
Zu den Filmregisseuren, mit denen er zusammenarbeitete, gehörten George Fitzmaurice, Thornton Freeland, William Wyler, William A. Wellman sowie John Cromwell.

## Filmografie (Auswahl)
- 1930: Raffles
- 1930: Whoopee!
- 1930: The Bat Whispers
- 1931: Indiscreet
- 1933: Seine persönliche Sekretärin (His Private Secretary)
- 1935: Fräulein Wirbelwind (Vagabond Lady)
- 1936: Tanzende Piraten (Dancing Pirate)
- 1936: Zeit der Liebe, Zeit des Abschieds (Dodsworth)
- 1936: Geliebter Rebell (Beloved Enemy)
- 1937: Ein Stern geht auf (A Star Is Born)
- 1937: Der Gefangene von Zenda (The Prisoner of Zenda)
- 1938: Die Abenteuer des Marco Polo (The Adventures of Marco Polo)